# 김인영 (목회자)
김인영(金仁泳, 일본식 이름: 金村仁泳, 1893년 ~ 1953년)은 일제강점기, 대한민국의 감리교 목사이다.

## 생애
한성부 출신으로 개성의 한영서원을 거쳐 피어선기념성경학원(현 평택대학교)과 협성신학교를 졸업했다. 조선기독교청년회연합회에서 활동하고 《신학세계》 주필을 맡았다가, 미국에 유학하여 조지아주 에모리 대학교에서 구약학을 전공했다.
유학을 마치고 1927년 귀국한 뒤 모교인 협성신학교와 이화여자전문학교 교수를 지냈다. 1930년대 전반기에 수도권을 중심으로 펼쳐진 신앙운동인 신흥우의 적극신앙단에도 참여했다. 흥업구락부의 맥을 잇는 이 운동에는 정춘수, 김영섭, 함태영, 박연서, 전필순 등 당시의 유명한 목회자들이 대거 가담했다.
일제강점기 말기인 1941년 협성신학교가 폐쇄되고 설치된 감리교신학교 교장에 취임하였고, 태평양 전쟁 기간 중 일제에 협력한 행적이 있다. 일제가 강제로 교파를 통합하여 1945년 발족시킨 일본기독교 조선교단의 의장을 맡았다.
광복 후인 서울 중구에 남산교회를 세우고 담임목사를 맡았다가 이듬해에는 감리교단의 대표 격인 정동제일교회로 옮겼다. 광복 후에 감리교단은 친일파 청산 문제를 놓고 재건파와 부흥파로 나뉘었다. 김인영은 1949년 합동총회에서 두 파가 통합, 기독교대한감리회를 탄생시키는 데 중요한 역할을 했다.
2008년 발표된 민족문제연구소의 친일인명사전 수록예정자 명단의 종교 부문에 선정되었다. 기독교대한감리회가 2005년 광복 50주년 기념으로 펴낸 자료집에서 감리교 내 친일 부역자 12인 명단을 공개했을 때도 포함되었다.

## 같이 보기
- 적극신앙단
- 정동제일교회
- 감리교신학대학교
- 남산교회

## 참고자료
- 백기완, 송건호, 임헌영 (2004년 5월 20일). 《해방전후사의 인식 (1)》. 서울: 한길사. 294쪽쪽. ISBN 8935655422.
- “한국개신교회의 어머니교회”. 정동제일교회. 2008년 5월 21일에 원본 문서에서 보존된 문서. 2008년 2월 15일에 확인함.
- “김인영”. 두산 엔싸이버 백과사전. 2008년 2월 15일에 확인함.[깨진 링크(과거 내용 찾기)]
- “김인영”. 코이딕. 2008년 2월 15일에 확인함.[깨진 링크(과거 내용 찾기)]